# Kurt Bahlmann
Kurt Bahlmann (* 2. Juni 1940 in Einswarden bei Nordenham; † 13. Juli 2025 in Bielefeld )) war ein deutscher Bildhauer, Maler und Zeichner.

## Leben
Bahlmann studierte zunächst Kunst an der Werkkunstschule Münster, um dann an der Hochschule für Bildende Künste in Berlin-Charlottenburg als Meisterschüler von Hans Uhlmann Anfang der 1960er-Jahre Bildhauerei zu studieren. Er arbeitete anschließend als Kunsterzieher. Ab 1968 lebte er in Bielefeld.
Als  Maler waren ihm die Frauenbildnisse des amerikanischen Künstlers Willem de Kooning bekannt. Bahlmann schuf einen Zyklus von Frauenakten und gehörte daraufhin zu den Mitbegründern des Action Paintings in Deutschland. 1972 stellte er in einer Einzelausstellung im Ausstellungsraum Grohmann in München aus. 
Bekannt wurde Bahlmann als Bildhauer mit Spielobjekten und als Maler mit Parallel-Raster-Bildern, die an die Op-Art angelehnt sind. Seine Werke befinden sich in wenigen privaten Kunstsammlungen und zum großen Teil im Familienbesitz. 
Holzschnitte bilden einen Schwerpunkt in seinem Werk. Seit den 1970er Jahren stellte er quadratische Mehrfarbsiebdrucke her, wie sie typisch für die Kunstrichtung des Konstruktivismus sind. Quadrate, Rechtecke, Kreise und die Grundfarben Rot, Gelb und Blau machen seine geometrischen Drucke aus. Durch Farbspiele und Linienverlauf scheinen sich die Linien und Formen zu bewegen. 
Bahlmann lebte seit den 1980er Jahren  in Neuenkirchen bei Melle. Auch in Italien hielt er sich für seine künstlerische Arbeit öfter auf.

## Ausstellungen
- Kunsthalle Bielefeld 1968 (Einzelausstellung)
- Galerie Grohmann 1972 in München (Einzelausstellung)
- Kunstforum Melle 2010 (Einzelausstellung)

## Werke in Sammlungen
- Zyklus dreier Frauenakte von 1968, Private Kunstsammlung in Obervorschütz
- Kunsthalle Bielefeld